# 三氟乙酸铋(II)
三氟乙酸铋(II)是一种无机化合物，化学式为Bi2(O2CCF3)4，首次于2004年被报道。

## 合成与性质
三氟乙酸铋(II)可由三氟乙酸铋(III)和锌或铋粉在105或110 °C反应得到。铋和三氟乙酸银或三氟乙酸汞在110 °C反应也能得到产物。
它在220 °C发生歧化反应，生成金属铋和三氟乙酸铋(III)：
3 Bi2(O2CCF3)4 → 2 Bi + 4 Bi(O2CCF3)3
它和三氟乙酸铑(II)或三氟乙酸钌(II)加热反应，可以分别得到浅棕色的BiRh(O2CCF3)4和红褐色的BiRu(O2CCF3)4。它和乙酸铑(II)加热至110~125 °C，可以得到黄色的混合金属、混合配体的羧酸盐BiRh(O2CCF3)3(O2CCH3)。